# Серрано Пентинат, Хосеп-Льюис
Хосеп-Льюис Серрано Пентинат (кат. Josep-Lluís Serrano Pentinat; род. 19 марта 1977, Тивисса, Испания) — испанский прелат. Коадъютор епископа Уржеля с 12 июля 2024 по 31 мая 2025. Епископ Уржеля с 31 мая 2025.